# Episema tersinoides
Episema tersinoides là một loài bướm đêm trong họ Noctuidae.